# Panjin
Panjin (chiń. 盘锦; pinyin Pánjǐn) – miasto o statusie prefektury miejskiej w północno-wschodnich Chinach, w prowincji Liaoning, nad rzeką Liao He. W 2010 roku liczba mieszkańców miasta wynosiła 685 122. Prefektura miejska w 1999 roku liczyła 1 207 679 mieszkańców.

## Geografia
Miasto jest położone na półwyspie Liaotung, nad rzeką Liao He, która przepływa przez centrum. Panjin posiada dobrą komunikację z dużymi metropoliami – Jinzhou oraz Anshan.

## Gospodarka
Gospodarka miasta Panjin opiera się głównie na przemyśle lekkim, w skład którego wchodzi przemysł petrochemiczny oraz rafineryjny. Oprócz tego ważną częścią gospodarki miasta jest turystyka i rolnictwo.